# Ũ
Ũ è una lettera della lingua guaraní, della lingua nauruana e della lingua vietnamita. È stata usata in groenlandese fino al 1973.